# プレダッピオ (小惑星)
プレダッピオ (1238 Predappia) は小惑星帯に位置する小惑星。1932年2月4日、ピーノ・トリネーゼのトリノ天文台でイタリアの天文学者ルイージ・ヴォルタが発見した。
ベニート・ムッソリーニの生まれたコムーネであるプレダッピオ (Predappio) から命名された。